# 相信梦想
《相信梦想》是日本歌手德永英明的第九張單曲，其發行於1990年1月16日。歌曲是TV動畫《勇者鬥惡龍》前26集的片尾曲。
歌曲曾排到公信榜單曲榜的第3位，並成為發售當年年度“十佳國民歌曲”的首位。歌曲最初計劃于1月15日發行，但由於那天是日本假日成人之日，為防止小學生勇者鬥惡龍愛好者沖入唱片店而推延至16日發售。
歌曲收錄于2011年東日本大地震的賑災慈善專輯中。

## 曲目列表
| 曲序     | 曲目                   | 时长 |
| -------- | ---------------------- | ---- |
| 1.       | 相信夢想（夢を信じて） | 4:48 |
| 2.       | Lovers（ラバーズ）     | 4:24 |
| 总时长： | 总时长：               | 9:18 |